# The Black Wall Street Records
Black Wall Street Records ist ein US-amerikanisches Musiklabel aus Compton, das sich auf Hip-Hop spezialisiert hat. Es wurde von den beiden Rappern The Game und seinen Halbbruder George "Big Fase 100" Taylor gegründet. Die Black Wall Street Gang hat jedoch weit mehr Mitglieder als die vertraglich gebundenen Künstler bei Black Wall Street Records.

## Geschichte
Das Label wurde 2004 von dem Rapper  The Game und seinem Halbbruder George Big 'Fase 100' Taylor gegründet. Die Niederlassung befindet sich im sozialen Brennpunkt und Games Heimat Compton im Los Angeles County. Im Oktober 2005 wurde eine zweite Niederlassung namens Black Wall Street East in Atlantic City, New Jersey gegründet. Auf lange Sicht ist es das Ziel ein großes Netz an Niederlassungen aufzubauen, so wurde im Februar 2007 The Black Wall Street Europe gegründet. Der Distributor ist die US-Plattenfirma Capitol Records/EMI.
The Game und sein Halbbruder Big Fase 100 zerstritten sich jedoch vorübergehend und gingen getrennte Wege. BF100 gründete darauf ein eigenes Label, names "Brazil & Wilmington", welches ein Label für Untergrund Artists ist. Es kann jedoch bei weitem keinen so großen Erfolg wie The Black Wall Street feiern. The Game hingegen gehörte das bisherige Label. Im Frühjahr 2008 versöhnten sich beide wieder.

## Künstler

### Rapper
- The Game (CEO)
- Nu Jerzey Devil
- Big Fase 100 (CEO)
- Compton Ass Av
- Clyde Carson
- X.O
- Juice McCain
- Elijah Harris
- Mysonne
- Kanary Diamonds
- Compton Menace
- Fast Al
- AR (Avante Rose)
- Famous Fresh
- Sheridan
- TD
- Toolez

### Produzenten und DJs
- Nu Jerzey Devil
- EP
- Tre Beats
- DJ Maaleek
- DJ Kris Stylez
- Taydoe
- DJ Haze
- DJ Skee

### Ehemalige Rapper (Auswahl)
- Techniec
- Cyssero
- Charli Baltimore
- Eastwood
- South Sider
- Black Boy
- Ya Boy (gründete sein eigenes Label namens "Precise Music Group", hat jedoch noch Kontakt zur Black Wall Street)
- Billboard (wurde erschossen)

## Veröffentlichungen

### Mixtapes
- 2003: The Game – You Know What It Is Vol. 1
- 2004: The Game – You Know What It Is Vol. 2
- 2005: The Game – You Know What It Is Vol. 3
- 2005: The Game – Ghost Unit
- 2006: The Game – Stop Snitchin, Stop Lyin
- 2006: The Black Wall Street Journal Vol. 1
- 2007: The Game – You Know What It Is Vol. 4: Murda Game Chronicles
- 2007: BWS Radio Vol. 1
- 2007: BWS Radio Vol. 2
- 2007: Juice – Death Certificate
- 2008: BWS Radio Vol. 3 - Free Game
- 2008: BWS Radio Vol. 4 - The Black Wallstreet Takeover
- 2009: BWS Radio Vol. 5 - The Westcoast King
- 2009: BWS Radio Vol. 6 - Code Red
- 2010: BWS Radio Vol. 7 - Let The Goons Loose
- 2013: The Game - OKE

### DVDs
- 2006: Stop Snitching, Stop Lyin'
- 2007: You Know What It Is Vol. 4 DVD